# ゴーレム

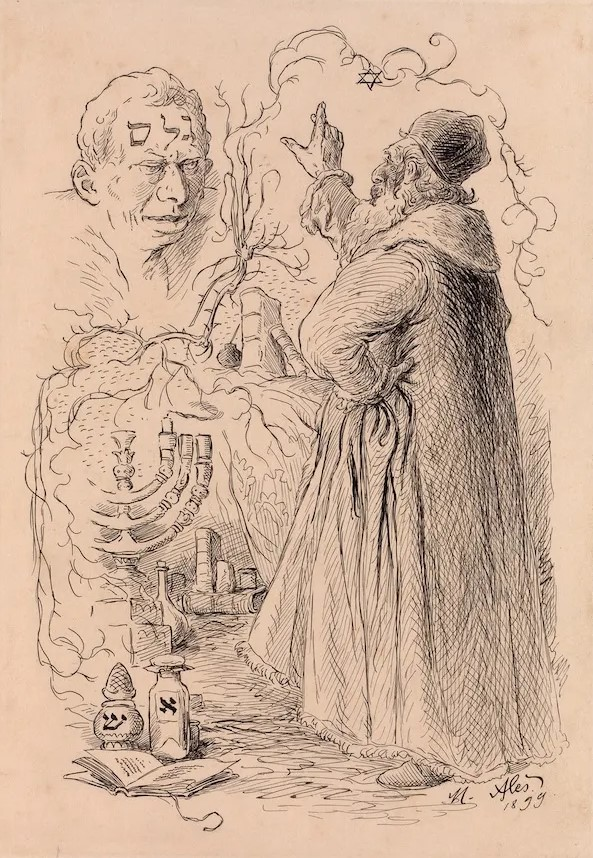
『ラビ・レーヴとゴーレム』
ミコラーシュ・アレシュ、1899年。

ゴーレム（ヘブライ語: גולם, 英語: golem）は、ユダヤ教の伝承に登場する自分で動く泥人形。「ゴーレム」とはヘブライ語で「未完成のもの」を意味し、これには胎児や蛹なども含まれる。

## 概要
作った主人の命令だけを忠実に実行する召し使いかロボットのような存在。運用上の厳格な制約が数多くあり、それを守らないと狂暴化する。
ラビ（律法学者）が断食や祈祷などの神聖な儀式を行った後、土をこねて人形を作る。呪文を唱え、「אמת」（emeth、真理、真実、英語ではtruthと翻訳される）という文字を書いた羊皮紙を人形の額に貼り付けることで完成する。ゴーレムを壊す時には、「אמת」（emeth）の「א」（ e ）の一文字を消し、「מת」（meth、死んだ、死、英語ではdeathと翻訳される）にすれば良いとされる。
ラビによる創世記の解釈の中には、生命の息吹を吹き込まれる前の土人形としてのアダムをゴーレムとするものもある。

## 伝承
プロイセン地方の伝承では、16世紀にヘウムのエリヤ・バールシェムとヤッフェという2人のラビがゴーレムを正式な礼拝の人数合わせに使おうと議論した結果、彼らのゴーレムが見るものすべてに火を付け始め、簡単な命令すら理解できていなかった。
製造後は自然に巨大化するとされている。ある伝承では男がゴーレムを作ったが、大きくなりすぎて額に手が届かなくなり、止められなくなった。そこで男はゴーレムに自分の靴を脱がせるように命じ、ゴーレムがしゃがんだ時に額の文字を消した。その途端、ゴーレムは大量の粘土となって男の上に崩れ落ち、男は圧死した。

### プラハのゴーレム

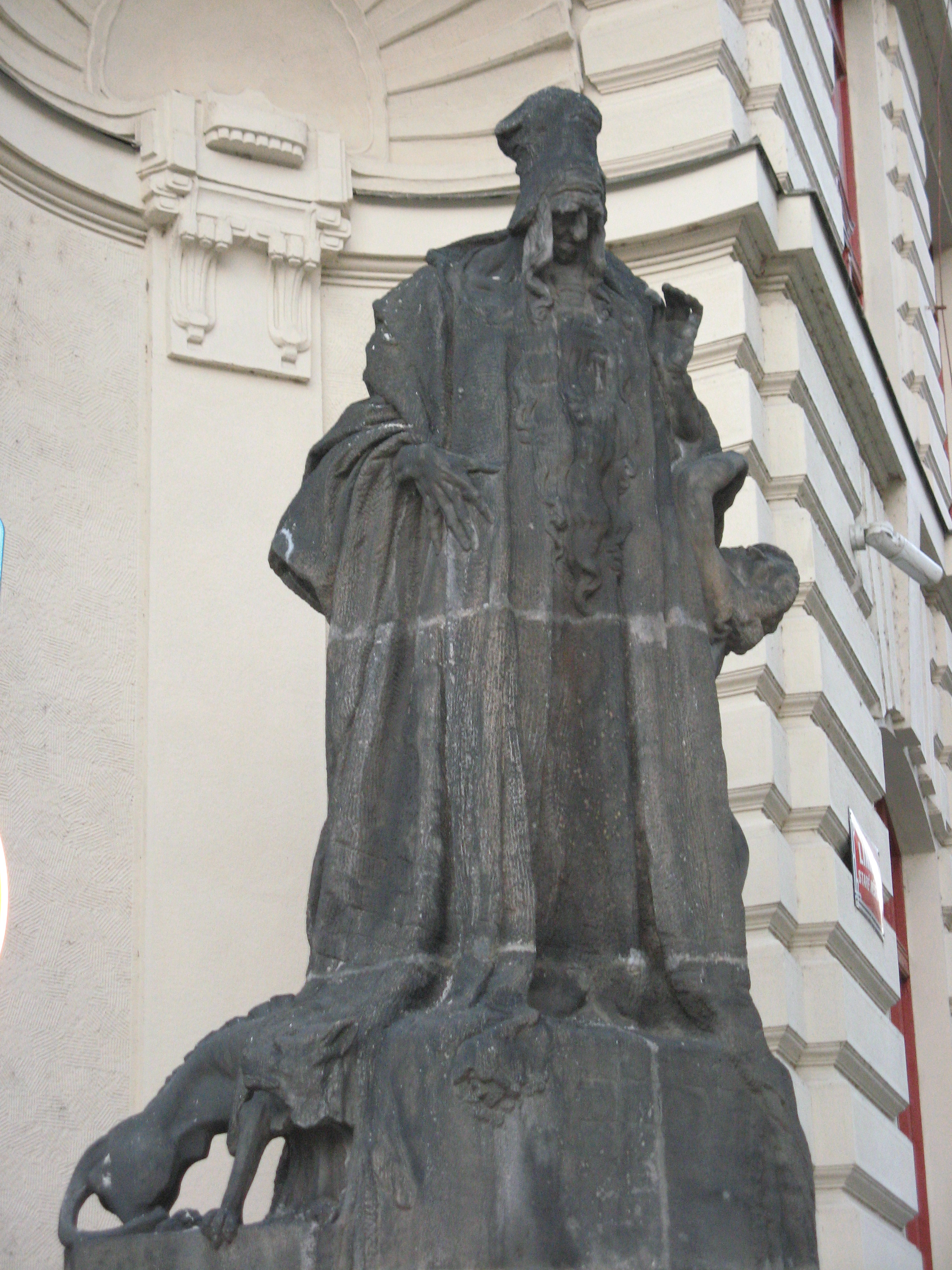
プラハの新市庁舎にあるラビ・ロウの像

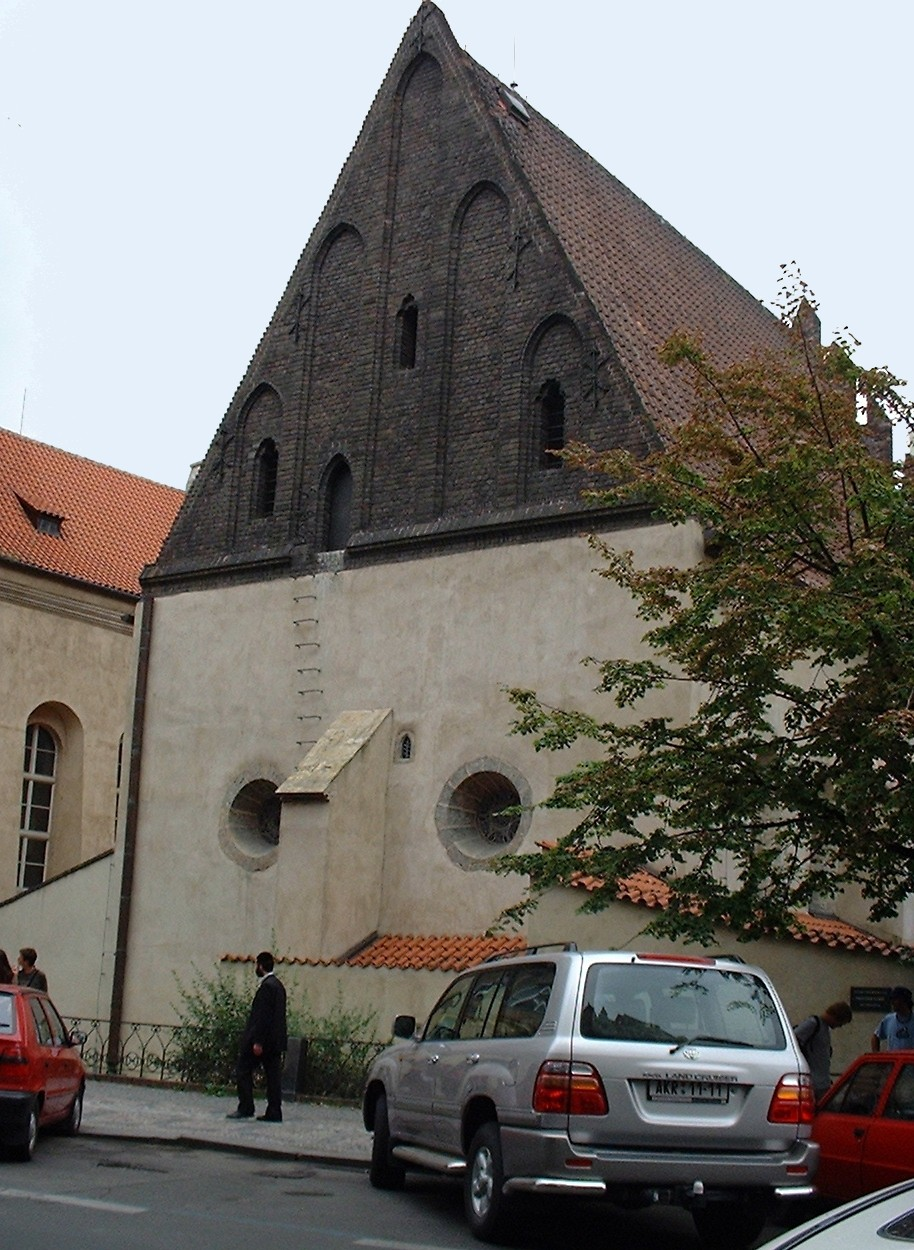
プラハの旧新シナゴーグ。伝説では屋根裏部屋にゴーレムが横たわっている

最も有名なゴーレムの物語には、プラハの16世紀後半のラビ、イェフダ・レーヴ・ベン・ベザレルのものがある。反ユダヤ主義の攻撃やポグロムからプラハのゲットーを守るため、ヴルタヴァ川の粘土でゴーレムを作った。伝説によっては、プラハのユダヤ人は神聖ローマ皇帝ルドルフ2世の支配下で追放または殺害されている。
ゴーレムはヨーゼフと呼ばれ、ヨッセルとして知られる。自身の姿を隠し、死者の霊を召喚することができると言われていた。ラビ・レーヴは金曜日の夜、安息日（土曜日）が始まる前にセム(shem)を外してゴーレムを停止させていた。
ある金曜日の夜、ラビ・レーヴはセムを取り除くのを忘れ、ゴーレムが安息日を妨害することを恐れた。別の話ではゴーレムが恋に落ち、拒絶により暴力的なモンスターになるものがあり、はなしによっては最終的に殺人的な暴動を起こしている。ラビがゴーレムの口からセムを引っ張り停止させると、ゴーレムは砕けた。ゴーレムの体は必要な時に再作動できるよう、旧新シナゴーグの屋根裏部屋に保管された。その後、ラビ・レーヴは後継者以外の人間が屋根裏部屋に入ることを禁じた。ラビ・レーヴの後継者であるRabbiYechezkel Landauは、伝説を確かめるために屋根裏部屋へ上ることを望んでいたと伝えられる。
伝説によると、ラビ・ロウが造ったゴーレムはまだシナゴーグの屋根裏部屋にある。1883年に屋根裏部屋が改装されたとき、ゴーレムの証拠は見つからなかった。屋根裏部屋は一般公開されていない。

### 傲慢の象徴

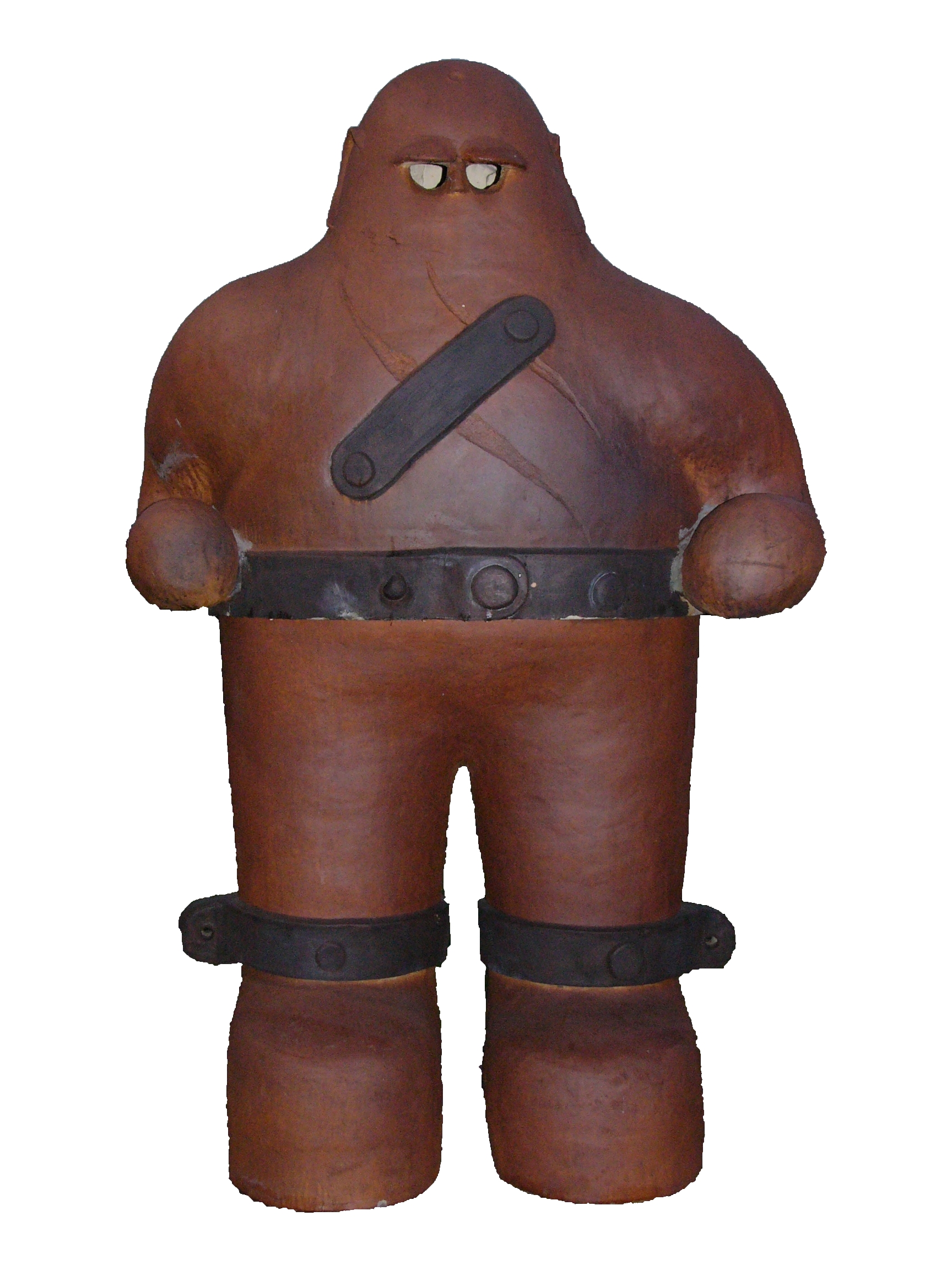
映画「The Emperor and the Golem」のために作成されたプラハのゴーレムの像

ゴーレムはしばしば傲慢の象徴として表される。ゴーレムに知能はなく、命令された作業を実行する。多くの描写では、ゴーレムは本来従順である。一方で、ヘウムのゴーレムのように命令を拒絶し、脅威となるケースもある。この場合、ゴーレムを停止させるために策を講じる必要があり、へウムの例では製造者が崩れたゴーレムに押しつぶされている。
『フランケンシュタイン』、ゲーテの『魔法使いの弟子』、そして映画『ターミネーター』などの大衆文化の物語にも、同様の傲慢のテーマが見られる。このテーマは、ロボットという用語を生み出したカレル・チャペックの1921年の劇 RUR（Rossum's Universal Robots） にも表れている。劇はプラハで書かれ、脚本には多くの類似点がある。

### チェコ共和国の文化
ゴーレムはチェコで人気のある存在である。その名にちなんで名付けられたレストランや企業があり、チェコの有力者（レネ・リヒター）は「ゴーレム」というニックネームで呼ばれ 、チェコのモンスタートラックの外装を「ゴーレムチーム」と呼ぶ。
アブラハム・アッカーマンは、現代都市における人間の自動化に関する記事に、人間を回すゴーレムの短い風刺詩を掲載した。

### クレイ・ボーイへの派生
イディッシュ語とスラブ語の民話では、ゴーレムとジンジャーブレッドマン（民話）の要素を組み合わせたクレイ・ボーイがある。孤独な夫婦が粘土で作り出した子供が、悲惨な結果やコミカルな結果をもたらす。
一般的なロシア語版では、子供たちが独立した年配夫婦が粘土で男の子を作る。クレイボーイ（ロシア語: Гли́няный па́рень  、 Glínyanyĭ párenʹ ）として生まれた少年を夫婦は喜び、本物の子供のように扱うが、少年は成長を止めず、食料を食べ尽くし家畜も食べ、遂には両親も食べてしまう。クレイボーイは賢いヤギに襲われるまで、村で暴れ回った。

### その他の神話・伝承のゴーレム
一般的なゴーレムは土（粘土）で作られるが、神話や伝説には石や金属で作られたものも登場する。
ギリシア神話の鍛冶の神ヘーパイストスによって作られた青銅の巨人タロースも、ゴーレムの一種と見ることができる。
また、小説『フランケンシュタイン』（1818年、メアリー・シェリー著）に登場する「フランケンシュタインの被造物（怪物）」 を、死体（肉）を素材として作られたゴーレムとして紹介している資料もある（ただし、この怪物は一般的イメージのゴーレムと違って自我を持っている）。